# Буйвид, Анна Юрьевна
Анна Юрьевна Бу́йвид (Аня Буйвид, род. 1983, Днепропетровск) — российский искусствовед и куратор современного искусства.

## Биография
Родилась в Днепропетровске 10 сентября 1983 года. Мать — художник Вита Буйвид. Окончила Санкт-Петербургскую Академию Художеств, факультет теории и истории искусств (2007).
Аспирант кафедры зарубежного искусства Санкт-Петербургской Академии Художеств. Диссертация посвящена живописи периода Ар Деко. Сфера научных интересов — западноевропейское искусство XX века, современное актуальное искусство. До поступления в СПбГАИЖСА им. Репина училась в школе при Академии Художеств и Балтийской школе фотографии при ГЦСИ. Как молодой куратор в 2012 году стажировалась в Австрии по программе Объединения институтов культуры стран Европейского союза
Параллельно с получением высшего образования работала в fashion-изданиях в качестве стилиста, визажиста, постановщика съемок, журналиста и редактора. Закончив обучение, оставила работу с «глянцем», полностью сконцентрировавшись на современном искусстве.
Занимается подготовкой выставок в качестве независимого куратора, пишет сопроводительные тексты и арт-обзоры в прессе. Ведет авторский курс лекций по теории и истории искусства в «Школе визуальных искусств» (Москва), выступает с лекциями и в рамках других культурно-образовательных проектов, принимает участие в научных конференциях. Иногда создает собственные художественные произведения.
В 2010 году курируемый Анной Буйвид проект «Соль», участвовавший во II Московской международной Биеннале молодого искусства «Стой! Кто идет?», был признан финалистом премии им. Сергея Курехина в номинации «Лучший кураторский проект».
В 2010 году проект «Visual Art Program» (в рамках киевского фестиваля ГОГОЛЬFEST), сокуратором которого была Анна Буйвид, стал победителем премии им. Сергея Курехина в номинации «Лучший кураторский проект».
В 2012 году стажировалась в австрийской институции Tranzit.at.
Живет и работает в Москве и Санкт-Петербурге.

## Кураторская деятельность
- 2016 — Первая биеннале квартирников Be My Guest — «Приходите в гости» (совм. с Анной Ходорковской), Москва[8][9][10].
- 2014 — IV Московская международная Биеннале молодого искусства, куратор проекта «Стойкие. Фотографы объединения „Украинская фотографическая альтернатива“» в рамках параллельной программы (Галерея FotoLoft, ЦСИ Винзавод).[11]
- 2014 — IV Московская международная Биеннале молодого искусства, куратор проекта «Даже не мечтай» в рамках параллельной программы (Галерея RuArts).[12][13]
- 2012 — III Московская международная Биеннале молодого искусства, куратор специального проекта «Oculus Два. Выставка молодых художников Фонда „ПРО АРТЕ“», Агентство Art.Ru.[6][14]
- 2012 — III Московская международная Биеннале молодого искусства, куратор специального проекта, совместно с Анной Беляевой, «Упражнение „Артикуляция“», Цех Белого, ЦСИ Винзавод.[6]
- 2012 — «Отторжение» — проект группы «МЫЛО», галерея Anna Nova, Санкт-Петербург[15][16].
- 2011 — Куратор проекта «Oculus Noveni. Выставка молодых художников Фонда „ПРО АРТЕ“», лофт-прект «Светоч», Санкт-Петербург.[1]
- 2011 — 4-я Московская Биеннале современного искусства, куратор специального проекта «Островной синдром», в рамках проекта «Художники мира», Mariposa Cultural Foundation & Chayofa Gallery, (Испания) / Агентство Art.Ru (Россия).
- 2011 — 4-я Московская Биеннале современного искусства, куратор специального проекта «METAFIGURA».
- 2011 — 4-я Московская Биеннале современного искусства, сокуратор проекта «Пустота / Nothingness» в рамках параллельной программы (Галерея RuArts).
- 2010 — ГОГОЛЬFEST (Киев), Visual Art Program, co-curator | Проект — победитель премии им. Сергея Курехина в номинации «Лучший кураторский проект» [6]
- 2010 — II Московская международная Биеннале молодого искусства «Стой! Кто идет?», куратор проекта «Соль» | Проект — финалист премии им. Сергея Курехина в номинации «Лучший кураторский проект» .[6][17][18]
- 2010 — II Московская международная Биеннале молодого искусства «Стой! Кто идет?», сокуратор проекта «Z-time / Время по Гринвичу».
- 2009 — 3-я Московская Биеннале современного искусства, куратор проекта «Piece of Art», в составе кураторской группы БЕГ.[19]
- 2009 — Куратор выставки «Глич» в Зверевском центре современного искусства, Москва.

## Публикации
- Статьи Анны Буйвид в газете «РБК Daily»
- Буйвид А. Ю. Тамара де Лемпика: образец — источник вдохновения // Труды Санкт-Петербургского государственного университета культуры и искусств. — Том 186 (2009). — С. 66-71.